# (541073) 2018 PK23
(541073) 2018 PK23 es un asteroide perteneciente a asteroides que cruzan la órbita de Marte descubierto el 25 de febrero de 2011 por el equipo del Mount Lemmon Survey desde el Observatorio del Monte Lemmon, Arizona, Estados Unidos.

## Designación y nombre
Designado provisionalmente como 2018 PK23.

## Características orbitales
2018 PK23 está situado a una distancia media del Sol de 2,763 ua, pudiendo alejarse hasta 3,867 ua y acercarse hasta 1,660 ua. Su excentricidad es 0,399 y la inclinación orbital 11,58 grados. Emplea 1678,22 días en completar una órbita alrededor del Sol.

## Características físicas
La magnitud absoluta de 2018 PK23 es 16,3. 